# Воробьёв, Михаил Григорьевич
Михаи́л Григо́рьевич Воробьёв (1850 — после 1917) — депутат Государственной думы Российской империи IV созыва от Могилёвской губернии, крестьянин.

## Биография
Православный, крестьянин Зареченского общества Юрецкой волости Городецкого уезда Могилёвской губернии.
Окончил двухклассное народное училище. Занимался земледелием (18 десятин надельной земли).
Был волостным старшиной (1886—1905). Состоял церковным старостой. Избирался гласным Горецкого уездного земства и членом ревизионной комиссии.
В 1912 году был избран депутатом Государственной думы от Могилёвской губернии съездом уполномоченных от волостей. Входил во фракцию русских националистов и умеренно-правых (ФНУП), после её раскола в августе 1915 года — в группу прогрессивных националистов и Прогрессивный блок. Состоял товарищем председателя комиссии по переселенческому делу, а также членом комиссий: по рабочему вопросу, по рыболовству, земельной, по исполнению государственной росписи доходов и расходов, и по делам православной церкви.
Судьба после 1917 года неизвестна. Был женат, имел четверых детей.